# کوئینتت (فیلم)
کوئینتت (انگلیسی: Quintet) یک فیلم پسارستاخیزی و علمی–تخیلی به کارگردانی رابرت آلتمن است که در سال ۱۹۷۹ منتشر شد. از بازیگران آن می‌توان به پل نیومن، ویتوریو گاسمن، فرناندو ری، بیبی آندرشون، ماروسکا استانکووا و بریژیت فوسی اشاره کرد.این فیلم به‌لحاظ تجاری شکست خورد و بیشتر نقدهایش منفی بود. در راتن تومیتوز، این فیلم بر اساس ۱۱ نقد، امتیاز تأیید ۲۷٪ را دارد.
این فیلم، در مکانِ نمایشگاه بین‌المللی اکسپو ۶۷ در مونترآل تصویربرداری شده و موسیقی آن توسط ارکستر فیلارمونیک نیویورک اجرا شده‌است.
در برخی منابع فارسی، عنوان این فیلم را «پنج‌تایی» ترجمه کرده‌اند که صحیح نیست. در واقع عنوان فیلم، نام نوعی بازی است که شخصیت‌های فیلم انجام می‌دهند و نباید به صورت تحت‌اللفظی ترجمه شود.